# Масиа, Сильвия
Сильвия Масиа (англ. Silvia Maciá, род. 1972, Майами, Флорида) — американский морской биолог и профессор биологии Университета Барри в Майами-Шорс, Флорида. Её исследовательские интересы включают как лабораторные, так и полевые работы, посвящённые брачному поведению рыб-игл, экологии сообществ морских водорослей, экологии коралловых рифов и восстановлению морских водорослей. 
Масиа, пожалуй, наиболее известна своим открытием того, что карибский рифовый кальмар (Sepioteuthis sepioidea) может летать. Она и её муж-биолог Майкл Робинсон катались на лодке по северному побережью Ямайки, когда заметили, как что-то вылетело из воды. Сначала Сильвия подумала, что это летучая рыба, но, понаблюдав несколько секунд, поняла, что это кальмары.

## Академическая деятельность
Масиа преподавала ряд курсов, включая морскую биологию, океанографию, тропические морские экосистемы, экологию, естествознание и ботанику. Она опубликовала более 20 научных публикаций, которые цитировались более 500 раз, в результате чего её индекс Хирша составил 11.

## Избранные научные публикации
- Maciá, S, MP Robinson (2012) Reproductive pattern in the caridean shrimp Gnathophylloides mineri Schmitt (Gnathophyllidae), a symbiont of sea urchins. J. Crustacean Biol. 32: 727-732.
- Maciá, S, MP Robinson (2009) Why be cryptic? Choice of host urchin is not based on camouflage in the caridean shrimp Gnathophylloides mineri. Acta Ethologica 12:105-113.
- Maciá, S. and MP Robinson (2009) Growth rates of the tropical sea urchins Tripneustes ventricosus and Lytechinus variegatus based on natural recruitment events. Caribb. J. Sci. 45(1): 64-68
- Maciá, S, MP Robinson (2008) Habitat-dependent growth in a Caribbean sea urchin Tripneustes ventricosus: the importance of food type.  Helgoland Mar. Res. 62(4): 303-308.
- Maciá, S, MP Robinson, A Nalevanko (2007) Experimental dispersal of recovering Diadema antillarum increases grazing intensity and reduces macroalgal abundance on a coral reef. Mar. Ecol. Prog. Ser. 348: 173-182.
- Maciá, S, MP Robinson (2005) Effects of habitat heterogeneity in seagrass beds on grazing patterns of parrotfishes. Mar. Ecol. Prog. Ser. 303: 113-121.
- Maciá, S, MP Robinson, P Craze, R Dalton, and JD Thomas (2004)  New observations on airborne jet propulsion (flight) in squid with a review of previous reports.  J. Molluscan Studies 70(3): 309-311.
- Prince, JS, WG LeBlanc, and S Maciá (2004) Design and analysis of multiple choice feeding preference data. Oecologia 138(1): 1-4.
- Lirman, D. B Orlando, S Maciá, D Manzello, L Kaufman, P Biber and T Jones (2003) Coral communities of Biscayne Bay, Florida and adjacent offshore areas: Diversity, abundance, distribution, and environmental correlates.  Aq. Conserv. 13: 121-135.
- Irlandi, E, B Orlando, S Maciá, P Biber, T Jones, L Kaufman, D Lirman, and E Patterson (2002) The influence of freshwater runoff on biomass, morphometrics, and production of Thalassia testudinum. Aq. Bot. 72(1): 67-78.
- Maciá, S (2000) The role of sea urchin grazing and drift algal blooms in the community ecology of a subtropical seagrass bed.  J. Exp. Mar. Biol. Ecol. 246: 53-67.
- Maciá, S and D Lirman (1999) Destruction of Florida Bay seagrasses by a grazing front of sea urchins.  Bull. Mar. Sci. 65: 593-601.